# Râul Valea Seacă, Mara
Râul Valea Seacă este un afluent al râului Valea Podului. 

## Hărți
- Harta județului Maramureș
- Harta Munții Gutâi  Arhivat în 4 martie 2016, la Wayback Machine.